# Meovv
Meovv (pronunciado "Meow"; 미야오 (romanización revisada, Miyao), estilizada en mayúsculas) es un grupo femenino surcoreano  formado y manejado por The Black Label. El grupo está conformado por 5 miembros: Sooin, Gawon, Anna, Narin y Ella. Debutaron el 6 de septiembre de 2024, con la publicación de su sencillo digital «Meow».

## Nombre
El nombre del grupo, Meovv, es una acrónima de "My Eyes Open VVide". La integrante Ella respondió al expresar el nombre del equipo "W" con dos 'V's, diciendo: "Quería dar diversión visual", y "me gustó más porque sentía que representaba a cada uno de los miembros".

## Historia

### Actividades y formación predebut
La mayoría de los miembros de Meovv tenían experiencia previa en entretenimiento, modelaje, música y baile, antes de su aceptación en The Black Label. Ella Gross, modelo surcoreana-estadounidense, entró en la industria a la edad de dos años y ha aparecido en varias campañas de moda como Zara, H&M y GAP. Gawon fue una ex aprendiz de YG Entertainment y una ex modelo que protagonizó anuncios de Adidas. La miembro japonesa Anna Tanaka comenzó su carrera como modelo infantil y fue modelo exclusivo de Seventeen desde octubre de 2019 hasta diciembre de 2021.
En marzo de 2024, la agencia anunció sus planes de lanzar un nuevo grupo de niñas en la primera mitad de 2024. En marzo, se reveló que The Black Label solicitó la marca "Méovv" en múltiples categorías, lo que sugiere su posible uso para su nuevo grupo femenino.

### 2024-presente: Introducción y debut

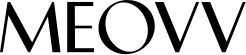
Logo oficial de MEOVV

El 16 de agosto de 2024, The Black Label lanzó cuentas oficiales en las redes sociales y publicó avances animados para su primer grupo de chicas. Estos avances también mostraban una gran cubierta negra que se quitaba de un edificio, revelando cinco gatos negros gigantes sentados encima, lo que daba una pista del número potencial de miembros del grupo. El 19 de agosto, The Black Label lanzó un avance especial en Twitter, anunciando que la agencia lanzaría contenido el 21 de agosto. Ese mismo día, The Black Label publicó un vídeo sobre Ella Gross en su canal oficial de YouTube, convirtiéndola en la primera integrante de Meovv en ser revelada. Gawon sería revelada el 23 de agosto, seguida por Sooin, Anna y Narin, cada una después de intervalos de dos días. Posteriormente, The Black Label anunció que Meovv había firmado un contrato de asociación con Capitol Records antes de su debut.
El 4 de septiembre se lanzó un video tráiler y carteles de anuncios con los cinco miembros, junto con el anuncio del lanzamiento del primer single digital del grupo, "Meow". El 6 de septiembre de 2024, el single fue lanzado junto a su video musical. El segundo sencillo del grupo, "Toxic", se lanzó el 18 de noviembre junto con su video musical y su canción de lado B "Body".
El primer EP del grupo, My Eyes Open VVide, se anunció el 14 de abril de 2025. Una canción del EP, "Hands Up", se lanzó previamente el 28 de abril, y el sencillo principal del EP, "Drop Top", se lanzó junto con su video musical y el EP completo el 12 de mayo.

## Miembros
- Sooin (수인)
- Gawon (가원)
- Anna (안나)
- Narin (나린)
- Ella (엘라)

## Discografía

### Sencillos
| Título                                                                                       | Año  | Posicionamiento en listas | Álbum     |
| Título                                                                                       | Año  | COR                       | Álbum     |
| -------------------------------------------------------------------------------------------- | ---- | ------------------------- | --------- |
| «Meow»                                                                                       | 2024 | 30                        | Sin álbum |
| «Toxic»                                                                                      | 2024 | 190                       | Sin álbum |
| «Body»                                                                                       | 2024 | —                         | Sin álbum |
| «—» indica que el lanzamiento no se posicionó en la lista o no se publicó en ese territorio. |      |                           |           |

## Videografia

### Videos musicales
| Título  | Director     | Año  | Ref.       |
| ------- | ------------ | ---- | ---------- |
| "Meow"  | Han Samin    | 2024 | \| [20] \| |
| "Toxic" | Roh Sangyoon | 2024 | [ 21 ]     |
| [ 20 ]  |              |      |            |

### Otros videos
| Título                     | Año  | Director     | Ref.   |
| -------------------------- | ---- | ------------ | ------ |
| "Body" (Performance Video) | 2024 | Roh Sangyoon | [ 22 ] |

## Filmografía

### Programa web
| Año           | Título      | Notas                          | Ref           |
| ------------- | ----------- | ------------------------------ | ------------- |
| 2024–presente | CATCH MEOVV | Programa de variedades semanal | [ 23 ] [ 24 ] |

## Premios y nominaciones
| Ceremonia          | Año  | Categoría                  | Nominado/Trabajo | Resultado | Ref    |
| ------------------ | ---- | -------------------------- | ---------------- | --------- | ------ |
| MAMA Awards        | 2024 | Artist of the Year         | Meovv            | Nominado  | [ 25 ] |
| MAMA Awards        | 2024 | Best New Female Artist     | Meovv            | Nominado  | [ 25 ] |
| MAMA Awards        | 2024 | Fans' Choice Female Top 10 | Meovv            | Nominado  | [ 25 ] |
| MAMA Awards        | 2024 | Favorite Rising Artist     | Meovv            | Ganador   | [ 25 ] |
| Melon Music Awards | 2024 | Best New Artist            | Meovv            | Nominado  | [ 26 ] |